# Hieracium pruiniferum
Hieracium pruiniferum là một loài thực vật có hoa trong họ Cúc. Loài này được (Norrl.) Norrl. mô tả khoa học đầu tiên năm 1895.